# Epigynopteryx prophylacis
Epigynopteryx prophylacis är en fjärilsart som beskrevs av Louis Beethoven Prout. Epigynopteryx prophylacis ingår i släktet Epigynopteryx och familjen mätare. Inga underarter finns listade i Catalogue of Life.